# Никола, Линдита
Линдита Никола (алб. Lindita Nikolla; род. 22 октября 1965, Тирана) — албанский политический и государственный деятель. Член Социалистической партии Албании. Действующий спикер парламента Албании с 10 сентября 2021 года. В прошлом — министр образования и спорта Албании (2013—2017), министр образования, спорта и молодёжи Албании (2017—2019).

## Биография
Родилась 22 октября 1965 года в Тиране.
Окончила факультет естественных наук Тиранского университета в 1989 году. В июле 2010 года получила степень магистра государственного управления в частном университете Albanian University (AU) в Тиране.
Работала учительницей математики, затем директором школы в Тиране.
С сентября 2007 года входит в руководство Социалистической партии Албании.
В 2003—2006 годах — депутат совета муниципального района Тирана-1. В 2007 году избрана мэром муниципального района Тирана-1. В 2011 году переизбрана.
В 2013—2017 годах занимала должность министра образования и спорта Албании в первом кабинете премьер-министра Эди Рамы, а в 2017—2019 годах — министра образования, спорта и молодёжи Албании во втором кабинете Рамы. 5 декабря 2018 года ушла в отставку на фоне масштабных студенческих протестов.
По итогам парламентских выборов 2013 года избрана депутатом парламента Албании от области Тирана. Переизбрана в 2017 и 2021 годах депутатом от области
Лежа. 10 сентября 2021 года Народное собрание Албании избрало Линдиту Николу спикером. За её кандидатуру проголосовали 79 из 140 депутатов.

## Частная жизнь
Замужем за профессором Лигором Николой (Ligor Nikolla). У пары есть дочь Ливия.